# وعلان بنغالي
وعلان بنغالي (الاسم العلمي:Commelina benghalensis) هو نوع من النباتات يتبع جنس الوعلان من الفصيلة الوعلانية. سمي هذا النوع نسبةً إلى منطقة البنغال بشكل عام (بنغلاديش وبنغال الغربية). تم وصف هذا النوع من النبات علمياً لأول مرة من قبل كارولوس لينيوس سنة 1753.